# Marius Borg Høiby
Marius Borg Høiby (født 13. januar 1997) er søn af Morten Borg og kronprinsesse Mette-Marit af Norge. Han er i dag det ældste (voksne) barn i den norske kronprinsefamilie, som udover Marius og hans mor består af Kronprins Haakon Magnus af Norge og deres to yngre børn, Prinsesse Ingrid Alexandra af Norge og Prins Sverre Magnus af Norge.
Den 8. april 1997 døbtes Marius i Lund kirke i Kristiansand. Hans faddere var Espen Høiby, Per Høiby, Kristin Høiby Bjørnøy, Veronica Sønsteby Aamot, Tom Viken og Anders Borg.
Marius Borg Høiby er ikke kongelig og har ingen titel.
Den 18. august 2025 blev Marius Borg Høiby tiltalt for 32 forhold, herunder fire voldtægter af fire forskellige kvinder. Høiby nægter sig skyldig.

## Forholdet til pressen
Den 2. december 2000 blev Mette-Marit Tjessem Høiby forlovet med kronprins Haakon Magnus. Dengang var Lille Marius tre år. I de næste 17 år fulgte den norske presse ham tæt. Den 10. januar 2017 (kort tid før hans 20-års fødselsdag) bad kronprinsesse Mette-Marit pressen om at respektere, at Marius Borg Høiby som voksen var en privatperson, der ikke skulle eksponeres i pressen.
Siden 2017 har Marius haft nogle få officielle opgaver – som regel sammen med resten af kronprinsefamilien. Bortset fra den norske udgave af Se og Hør og enkelte andre medier er ønsket om privatlivets fred stort set blevet overholdt.

## Barndom og tidlig ungdom

### Morten Borg
Marius Borg Høiby er søn af Morten Borg. Morten Borgs svigerinde (Jeanine Krogh Borg) har dronning Sonja til gudmor, og Krogh-familien er blandt kongeparrets nærmeste venner.
Morten Borg kom i tilsvarende nær kontakt til det kommende kronprinspar, idet han havde sin søn Marius hos sig hver anden weekend; kronprinsparret boede den gang på Ullevålsveien, og Morten Borg lige ved, i sin brors lejlighed i bydelen Adamstuen.
Efter en periode med forretninger, det gik dårligt med, var Morten Borg arbejdsløs. Den norske stat betalte derfor et månedligt børnebidrag på omkring 1.200 kroner til Mette-Marit – året før, hun og kronprinsen fik den første apanage på 4,2 millioner kroner. Borg var inviteret med til kronprinsparrets bryllup.

### Opvækst
Marius Borg Høiby voksede op dels i kronprinseparrets bolig på Ullevålsveien i Oslo, dels på gården Skaugum i Asker kommune uden for Oslo. Skaugum havde været de norske kronprinsefamiliers hjem siden 1930.
Marius blev konfirmeret søndag 2. september 2012 i Asker kirke.
Marius startede sin skolegang på Jansløkka skole og senere på Solvang ungdomsskole – begge i Asker kommune. Derefter fortsatte han på Wang videregående skole i Oslo.

## Som voksen
Ved Marius Borg Høibys 20-års fødselsdag lagde kronprinsesse Mette-Marit et åbent brev ud på kongehusets hjemmeside, hvor hun bad pressen om at lade hendes søn få fred, da han ikke er en offentlig person eller ønsker et liv i offentlighedens lys.
Samtidig har Marius en åben Instagram-konto, han dukkede op i en scene i sæson 3 af tv-serien Skam, og han har stillet op i reklame for en tandblegningssalon på Frogner.[kilde mangler] Han har også lagt private luksusgenstande ud til salg med slottet som sin privatadresse.
Som 20-årig studerede han i Los Angeles.
Som 21-årig arbejdede han som style editor (stilredaktør) i det engelske overklassetidsskrift Tempus, præsenteret som "prins" Marius Borg Høiby – en titel, han aldrig har haft. Tempus lukkede i slutningen af 2018, hvorefter Marius Borg Høiby vendte tilbage til Oslo.
Norsk Redaktørforening indbød i 2017 Mette-Marit til et møde om, hvordan pressen skal forholde sig til Marius, men Mette-Marit har aldrig besvaret forespørgslen.

## Kontroverser
Den 4. august 2024 blev Marius Borg Høiby pågrebet af politiet og sigtet for vold mod en ung kvinde, omtalt som hans kæreste, og for at udøve hærværk i hendes lejlighed. Senere blev sigtelsen udvidet til også at gælde trusler. Sigtelsen fik omfattende presseomtale i norske og udenlandske medier.
Den 14. september 2024 blev han pågrebet på ny og sigtet for brud på besøgsforbud mod forurettede i sagen.
Den 18. august 2025 blev han tiltalt for 32 forhold, herunder fire voldtægter af fire forskellige kvinder i perioden 2018 til 2024. Høiby nægter sig skyldig.